# Paul Wulff
Paul Louis Wulff (Woodland, 25 febbraio 1967) è un ex giocatore di football americano e allenatore di football americano statunitense che ha giocato come offensive lineman.

## Palmarès
- 1 Mondiale (2015)